# La Paz
|  | Aquest article tracta sobre la capital boliviana. Vegeu-ne altres significats a «La Paz (desambiguació)». |

La Paz és la capital administrativa de Bolívia, i també la capital del departament de La Paz. Segons el cens del 2001, la ciutat de La Paz tenia una població de prop d'un milió d'habitants, que pujaven a més d'un milió i mig a l'aglomeració urbana. La Paz està situada en una fondalada sota un altiplà, a una altitud de 3.600 metres, vora el riu de La Paz. Dalt de tot de l'altiplà hi ha la ciutat d'El Alto, on se situa l'aeroport internacional.
Fundada el 1548 per Alonso de Mendoza en un antic emplaçament amerindi anomenat Chuquiago, el nom sencer de la ciutat fou, originàriament, Nuestra Señora de La Paz. Aquest nom commemorava el restabliment de la pau després de la insurrecció de Gonzalo Pizarro i els seus companys conqueridors, dos anys abans, contra Blasco Núñez Vela, el primer virrei del Perú. El 1825, després de la victòria decisiva dels republicans a Ayacucho sobre l'exèrcit espanyol en el decurs de les Guerres d'Independència Sud-americanes, el nom complet de la ciutat es va canviar i se'n va dir La Paz de Ayacucho.
El 1898, La Paz fou convertida de facto en seu del govern nacional, mentre que Sucre continuava tan sols com a capital nominal. Aquest canvi reflectia el pas d'una economia basada en les mines d'argent de Potosí, explotades fins a l'exhauriment, a una de nova basada en l'explotació d'estany prop d'Oruro, i també era el reflex dels canvis derivats de la distribució del poder econòmic i polític entre les diferents elits nacionals.

## Geografia
La ciutat de la Paz està assentada a les riberes del riu Choqueyapu, que la creua de nord a sud, i de petits rius que neixen en els vessants alts i dipositen les seves aigües al llarg del trajecte d'aquest riu que desemboca cap al nord Bolivià.
En la Serralada Real (a l'est de la ciutat) es troba el Illimani (6465 msnm), la silueta del qual és l'emblema de la ciutat des de la seva fundació.
La Paz se situa en el centre d'una vall, enmig de muntanyes; està envoltada per barris que van ser construïts en els vessants perifèrics donant-li a la ciutat un aspecte d'embut. La majoria d'aquests barris van ser creats per l'emigració interna que va haver-hi a la fi dels anys 60 i principis dels 70 (últims anys de la dictadura boliviana). Molts habitants del camp van emigrar a la ciutat en recerca de millors condicions de vida i així es van ser assentant als voltants de la ciutat de La Paz, creant-se els barris perifèrics.

### Clima
El clima de la ciutat és de muntanya amb condicions extremes durant tot l'any. La mitjana anual és de 14 °C.
La Paz té una precipitació mitjana de 512 mm, sent gener el mes més plujós de l'any. Les pluges es concentren de manera estacional des de desembre fins a abril. En mitjana el mes més càlid és novembre mentre que el mes més fred és juliol.
La primavera a la ciutat és agradable, amb algunes pluges. La temporada de primavera a La Paz va del 21 de setembre al 21 de desembre amb una màxima mitjana de 22 °C (72 F) i una mínima mitjana de 8 °C (47,7 °F).
A l'estiu el clima és agradable i plujós mentre que el clima de tardor és una mica fred i sec.
Finalment l'hivern és sec i fred, i es considera com l'estació seca.

## Turisme

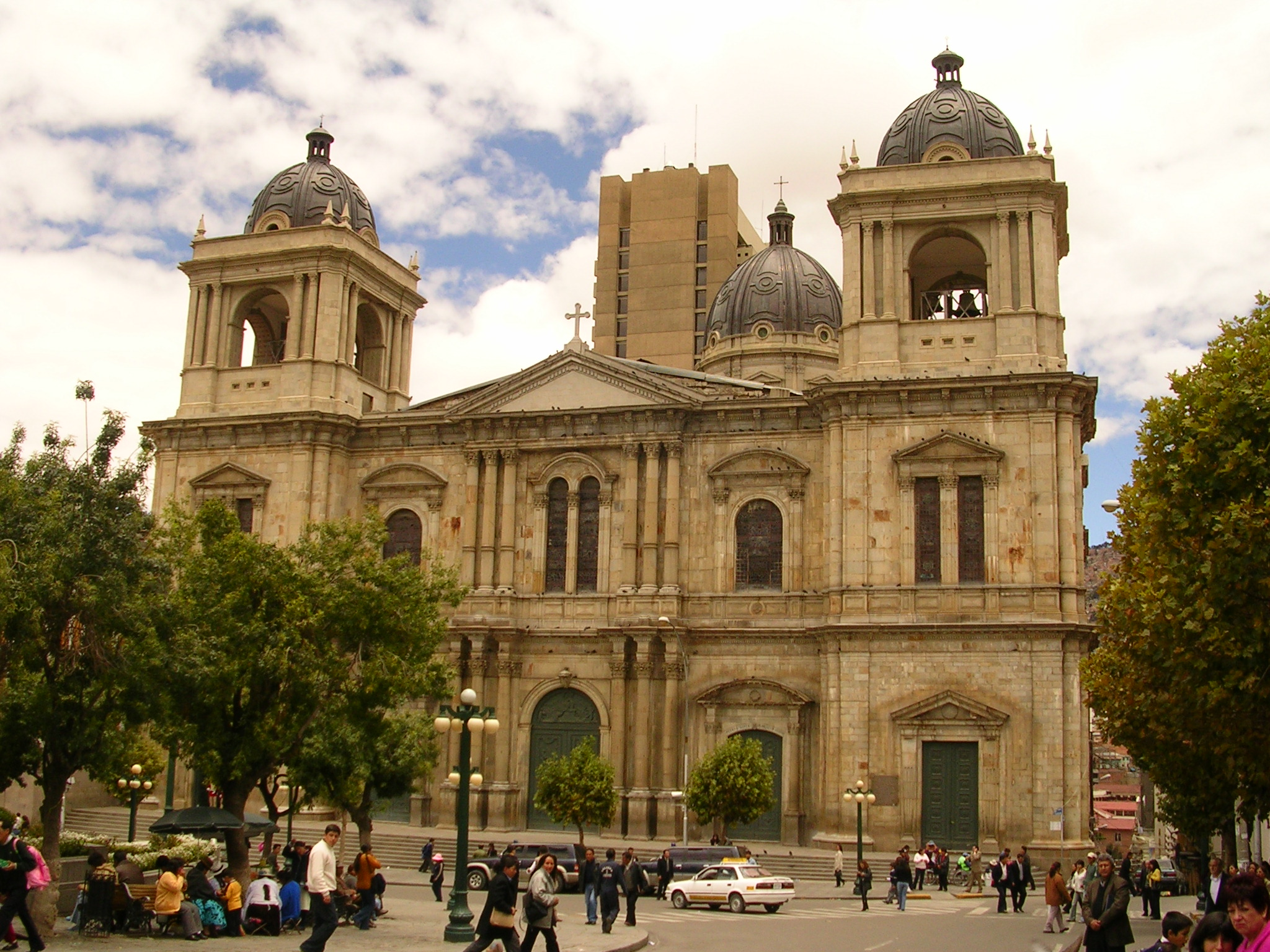
Catedral Metropolitana.

La Paz és un important centre cultural de Bolívia. La ciutat és seu de diverses catedrals que pertanyen a l'època colonial, com el Temple i convent de San Francisco i la Catedral Metropolitana, aquest últim situat en la Plaza Murillo, que és també la llar del poder polític i administratiu del país.
Una característica molt important del turisme a la ciutat de La Paz, són les construccions i els habitatges colonials que es troben al voltant de tot el casc vell i el centre de la ciutat. Aquestes construccions colonials són les més visitades en tota la ciutat de La Paz.
Centenars de diferents museus es poden trobar per tota la ciutat, els més notables són els del carrer Jaén, que ha estat preservat el disseny dels carrers des dels dies de Colònia i és la llar de 10 museus diferents i de tota la cultura de la ciutat.
El Palacio de Govern es troba en la Plaza Murillo o la Plaça de les Armes de la ciutat i es coneix com a Palacio Quemado ("palacio cremat"). El palau ha estat restaurat moltes vegades des de llavors, però el nom s'ha mantingut intacte. És una de les infraestructures més visitades de tota la ciutat de La Paz.
Una altra zona turística molt important i molt visitada de la ciutat de La Paz és la Zona Sud, és la part de la ciutat més cara i costosa, perquè en la major part de la Zona Sud es troba la "Classe Alta" de la ciutat. A la Zona Sud es poden trobar els Centres Comercials més grans de Bolívia com ser El Mega Center, un dels cinemes més grans de Sud-amèrica en comptar amb 18 sales de cinema, 5 sales de cinema VIP, Centre Comercial, Pati de menjars, Supermercat, bitlles, Paint Ball i una Pista de Gel per a patinatge. Els Restaurants més exclusius de la ciutat de La Paz són molt visitats pels turistes. Una altra característica de la zona és la Vida Nocturna, perquè la Zona Sud consta amb una àmplia varietat de Bars i discoteques, que són concorreguts pels turistes.

### Llocs d'interès i d'entreteniment públic
A la ciutat

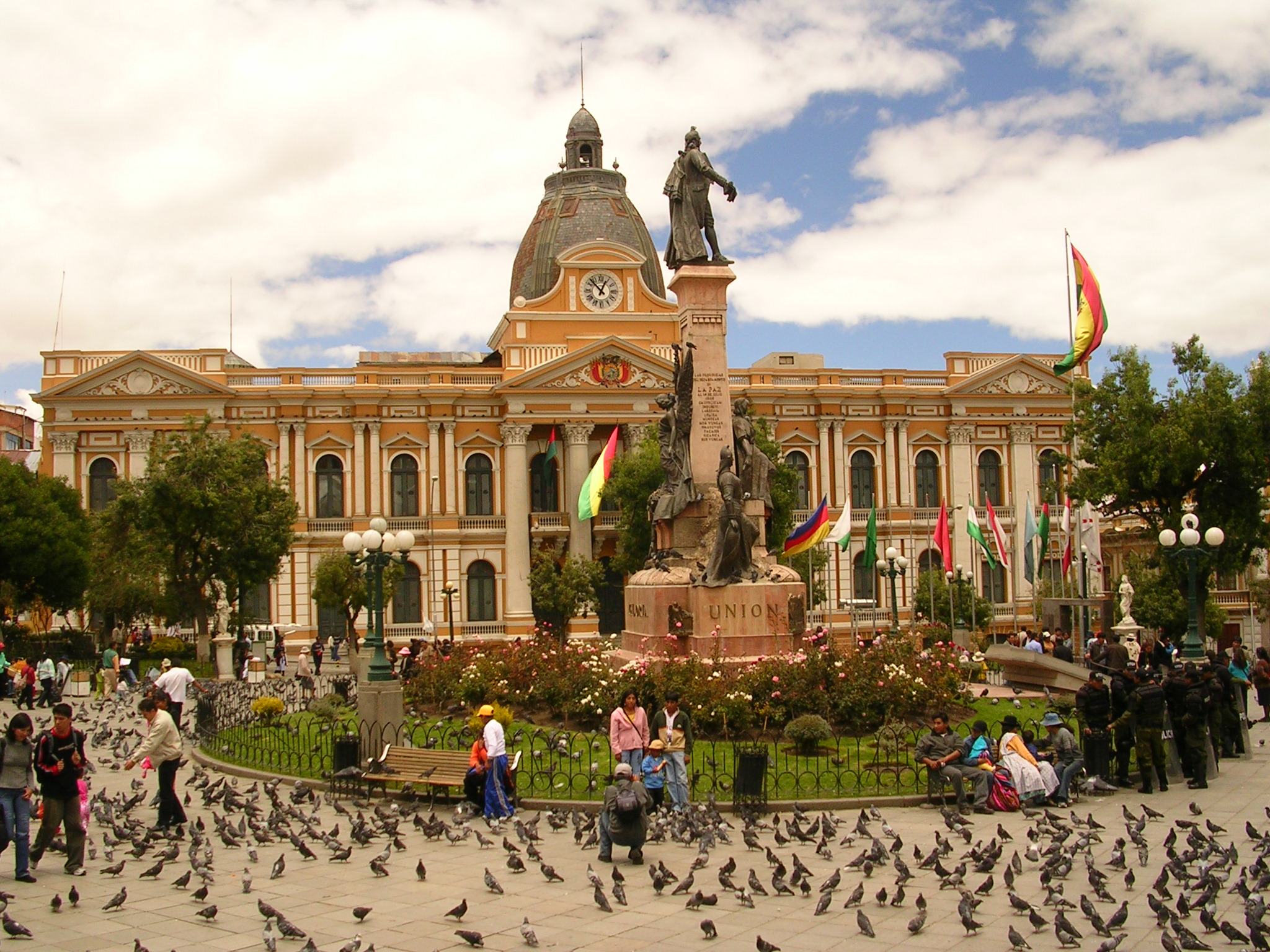
Vista parcial de la Plaza Murillo

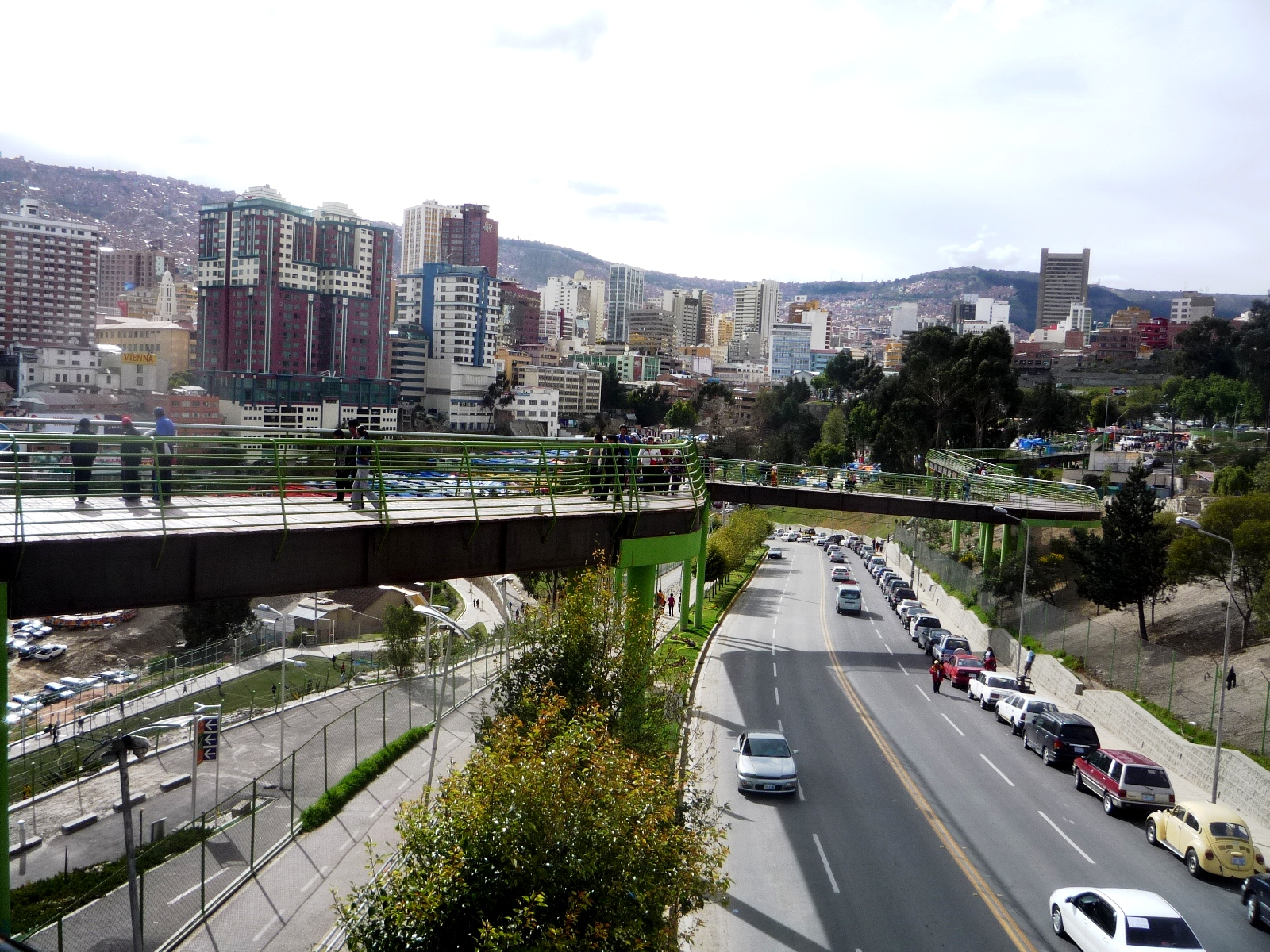
Via balconada i vista del centre de la ciutat.

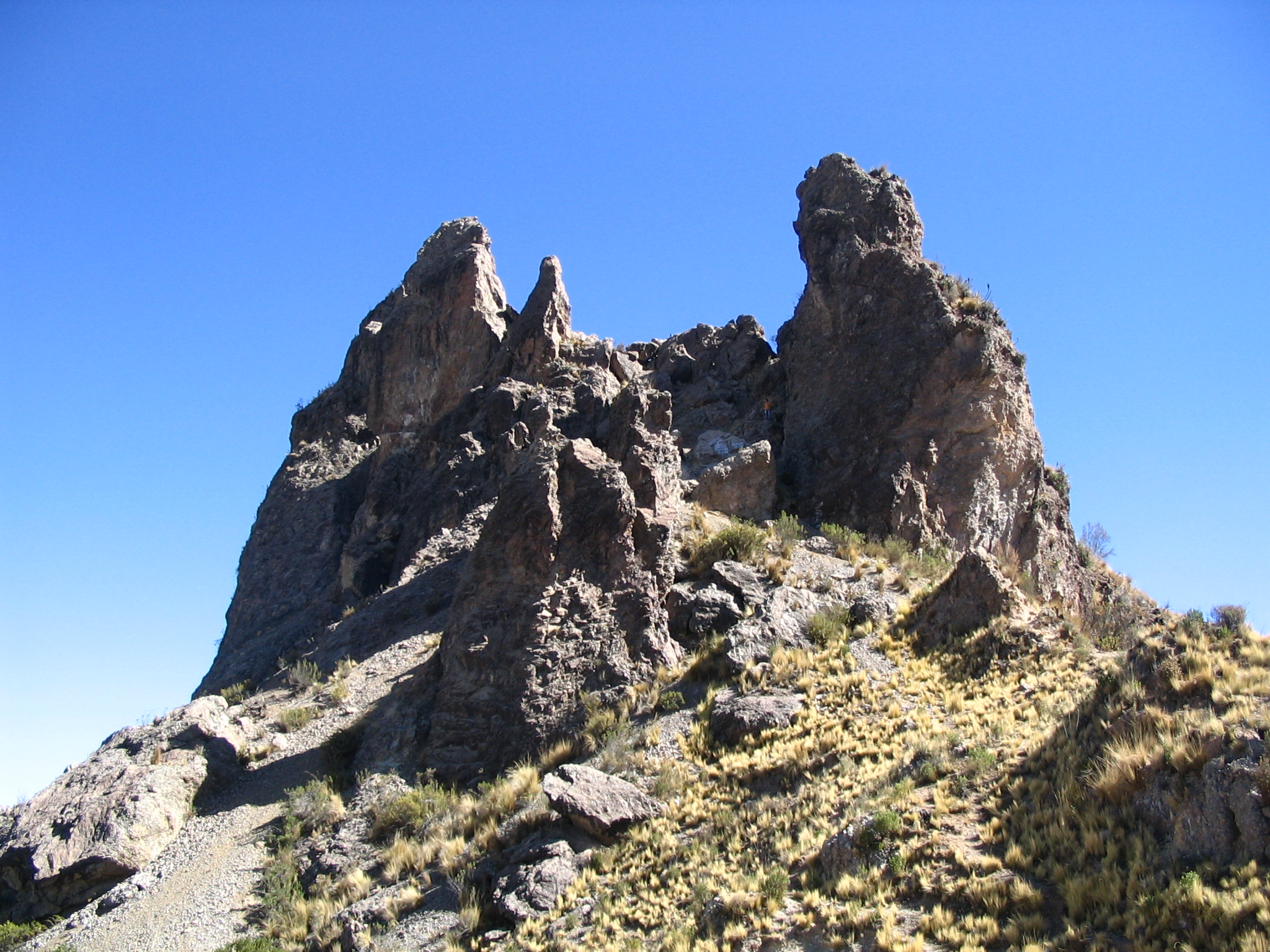
Muela del Diablo.

- Barri Vell de la Ciutat (Casco Viejo)[11]
- Plaza Murillo[12]
- Palacio del Gobierno[13]
- El Paseo del Prado[14]
- Temple i convent de San Francisco[15]
- La Catedral Metropolitana[16]
- Parc Urbà Central (que té els parcs Roosevelt i Laikakota, varietat de pistes multifuncionals, un museu interactiu, un camp firal entre altres atractius)[17]
- Mercado de las Brujas[18]
- Teatro Municipal de La Paz[19]
- Teatre a l'aire lliure[20]
- Església Santo Domingo[21]
- La Calle Jaén (alberga 10 Museus, cases Colonials, Bars i Restaurants)[22]
- Parc Metropolità Laikacota[23]
- Zoològic de Mallasa "Vesty Pakos Chuquiago ">Marka"[24]
- Valle de la Lluna[25]
- Valle de les Ánimas
- Mirador Jach'a Kollo
- Estadi Hernando Siles (el més gran de Bolívia)
- Laguna Cota Cota
- Cañon de Palca
- Multicine (centre comercial amb 11 sales de cinema, el cinema amb major audiència)
- Megacenter (centre comercial i de cinemes més gran de Bolívia)
- Edifici Multicine
- Zona Sud
- Els Ponts Trillizos
- La muntanya Muela del Diablo ("El Queixal del Diable")[26]
- Jardí Japonès